# Bathyergus
Rats-taupes
Pour les articles homonymes, voir Rat-taupe.
Genre
Bathyergus est un genre qui appartient à l'ordre des Rongeurs. Ce genre rassemble une partie des rats-taupes.
Il a été décrit pour la première fois en 1811 par le zoologiste allemand Johann Karl Wilhelm Illiger (1775-1813).

## Liste d'espèces
Selon Mammal Species of the World (version 3, 2005)  (11 déc. 2012), ITIS (11 déc. 2012), Catalogue of Life (11 déc. 2012), NCBI (11 déc. 2012) et Paleobiology Database (11 déc. 2012) :
- Bathyergus janetta Thomas & Schwann, 1904
- Bathyergus suillus (Schreber, 1782) - Fouisseur du Cap[6]